# Базилевич, Наталья Карповна
Наталья Карповна Базилевич (23 мая 1919, село Новониколаевка, теперь Шевченковского района Харьковской области — 10 мая 2015, село Степановка, теперь Краснокутского района Харьковской области) — украинский советский деятель, новатор сельскохозяйственного производства, бригадир третьей комплексной бригады колхоза «Маяк» Краснокутского района Харьковской области. Депутат Верховного Совета УССР 7-8-го созывов. Герой Социалистического Труда (8.04.1971).

## Биография
Родилась в крестьянской семье. Трудовую деятельность начинала токарем на заводах города Харькова.
С августа 1943 года — колхозница колхоза имени Сталина села Степановки Краснокутского района Харьковской области. С 1949 года работала звеньевой по выращиванию сахарной свеклы колхоза имени Сталина Краснокутского района.
С 1953 года — бригадир третьей комплексной бригады, начальник производственного участка № 3 колхоза имени Сталина (с 1956 года — 8 Марта, а с 1960-х годов — «Маяк») села Степановки (центральная усадьба в пгт. Краснокутске) Краснокутского района Харьковской области. Бригада Натальи Базилевич собирала до 43-х центнеров озимой пшеницы с гектара, получала до 3 500 килограммов молока от каждой коровы.
Потом — на пенсии в селе Степановке Краснокутского района Харьковской области.

## Награды
- Герой Социалистического Труда (8.04.1971)
- орден Ленина (8.04.1971)
- медаль «За трудовую доблесть» (31.12.1965)
- медали
- заслуженный работник сельского хозяйства Украинской ССР
- почетный гражданин Краснокутского района Харьковской области (17.08.2010)